# Pedicularis dasyantha
Pedicularis dasyantha ist eine Pflanzenart aus der Gattung Läusekräuter (Pedicularis) in der Familie der Sommerwurzgewächse (Orobanchaceae). Wie alle Läusekraut-Arten ist sie ein Halbschmarotzer.

## Beschreibung

### Erscheinungsbild und Blatt
Pedicularis dasyantha wächst als oft nicht lange lebende, ausdauernde krautige Pflanze und erreicht Wuchshöhen zwischen 10 und 15 Zentimeter. Sie besitzt eine dicke, gelbe Pfahlwurzel, die wenige Hauptseitenwurzeln bildet. Der Caudex ist meist 0,5 bis 1 (bis 1,5) Zentimeter dick und endet in ein oder mehreren Rosetten. Die 10 bis 15 (bis 20) Zentimeter hohen Sprossachsen sind dicht flaumig mit weißen, mehrzelligen Trichomen behaart.
In den Blattrosetten sind zahlreiche Laubblätter wechselständig angeordnet. Die 8 bis 12 Zentimeter langen Laubblätter sind in Blattstiel und Blattspreite gegliedert. Der schmal geflügelte Blattstiel hat etwa die Hälfte der gesamten Blattlänge. Die im Umriss verkehrt-lanzettlichen bis zungenförmigen Blattspreiten sind fiederspaltig bis fiederteilig, an den Blatträndern gekerbt oder leicht bis mäßig gelappt. Die Blattspreiten sind an der Spreitenspitze spärlich und zum Spreitengrund hin dicht behaart.

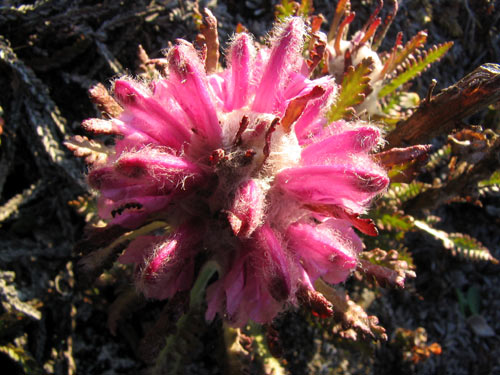
Blütenstand von oben

### Blütenstand und Blüte
Die meist 8 bis 15, selten bis zu 25 Blüten stehen in einem kurzen, dichten traubigen Blütenstand zusammen. Der Blütenstiel ist kurz. Die unteren Tragblätter (Braktee) sind länger und die oberen kürzer als die Blüten; sie sind fiederteilig mit verbreiterter Mittelrippe. Die Stiele der Tragblätter sind breit geflügelt und haben bis zwei Drittel der Gesamtlänge der Tragblätter.
Die aufrecht stehende Blüte ist zygomorph und fünfzählig mit doppelter Blütenhülle. Die fünf Kelchblätter sind röhrig verwachsen. Der dicht mit langen Trichomen flaumig behaarte Kelch ist mäßig zweilippig und endet in fünf stumpfen bis spitzen Kelchzähnen. Die fünf dunkel-purpurfarbenen bis weißen, 12 bis 20 mm langen Kronblätter sind röhrig verwachsen. Die dreilappige Unterlippe sowie die helmförmige, seitlich zusammengedrückte Oberlippe sind flaumig behaart. Die Seitenlappen der Unterlippe sind nur spärlich flaumig behaart, besonders entlang ihrer Ränder. Sowohl die Staubblätter als auch die Narbe ragen nicht aus der Krone heraus. Zwei Fruchtblätter sind zu einem Fruchtknoten verwachsen.

### Frucht und Samen
Die sichelförmige Kapselfrucht ist einfächerig, öffnet sich von der Spitze her und enthält viele Samen. Die Samen besitzen eine weiße, schaumige Samenschale, die Wasser wie ein Schwamm speichert.

## Synökologie
Im Gegensatz zu alpinen Läusekraut-Arten, die sich an Hummeln als Bestäuber angepasst haben, ist Pedicularis dasyantha aufgrund seines Verbreitungsgebietes wahrscheinlich von anderen Insekten wie Fliegen als Bestäuber abhängig.

## Vorkommen
Das Verbreitungsgebiet von Pedicularis dasyantha ist die arktische Tundra. Sie kommt sowohl auf Spitzbergen als auch auf Nowaja Semlja bis hin zur westlichen Taimyrhalbinsel vor.
Pedicularis dasyantha wächst meist in mäßig bis dicht bewachsenen Heideflächen, Hängen und Terrassen, die oft von Weißem Silberwurz und Vierkantiger Schuppenheide bewachsen sind. Als Halbschmarotzer überlebt Pedicularis dasyantha nur schwer in spärlich bewachsenen Habitaten.